# Valjevo
Valjevo (em cirílico: Ваљевo) é uma vila da Sérvia localizada no município de Valjevo, pertencente ao distrito de Kolubara. A sua população era de 58184 habitantes segundo o censo de 2011.

## Demografia
| 1948   | 1953   | 1961   | 1971   | 1981   | 1991   | 2002   | 2011   |
| ------ | ------ | ------ | ------ | ------ | ------ | ------ | ------ |
| 15 830 | 21 165 | 28 461 | 39 786 | 50 114 | 59 016 | 61 035 | 58 184 |